# Tengiomyces
Tengiomyces är ett släkte av svampar. Tengiomyces ingår i familjen Helminthosphaeriaceae, ordningen Sordariales, klassen Sordariomycetes, divisionen sporsäcksvampar och riket svampar.
|             | Diplococcium                          |
|             |                                       |
|             | Spadicoides                           |
|             |                                       |
|             | Ceratosporium                         |
|             |                                       |
|             | Echinosphaeria                        |
|             |                                       |
| Tengiomyces | \| \| Tengiomyces indicus \| \| \| \| |
|             | \| \| Tengiomyces indicus \| \| \| \| |
|             | Helminthosphaeria                     |
|             |                                       |
|             | Endophragmiella                       |
|             |                                       |
|             | Oramasia                              |
|             |                                       |
|             | Vermiculariopsiella                   |
|             |                                       |
|             | Tengiomyces indicus                   |
|             |                                       |

|  | Tengiomyces indicus |
|  |                     |